# 1 Samodzielna Brygada Strzelców

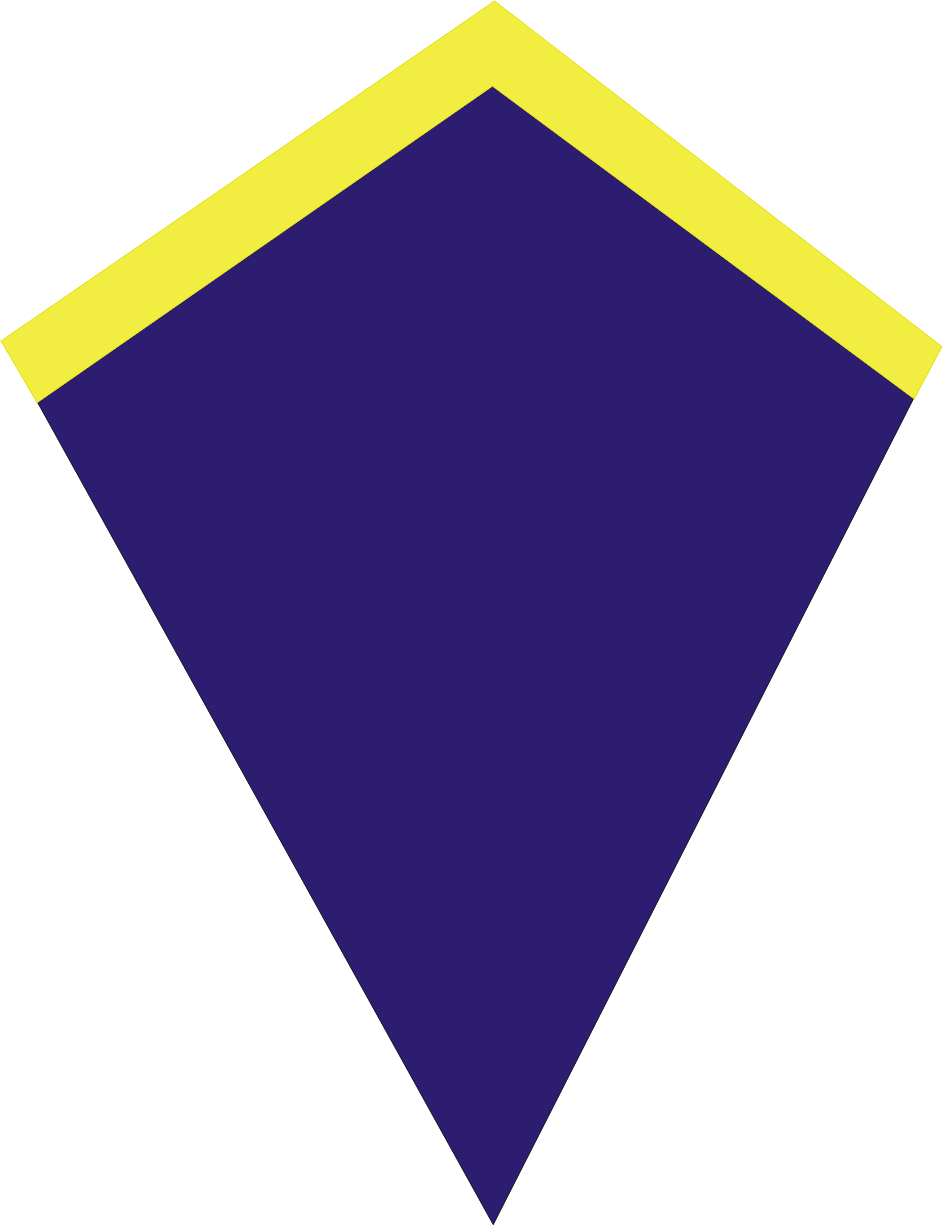
Barwy brygady

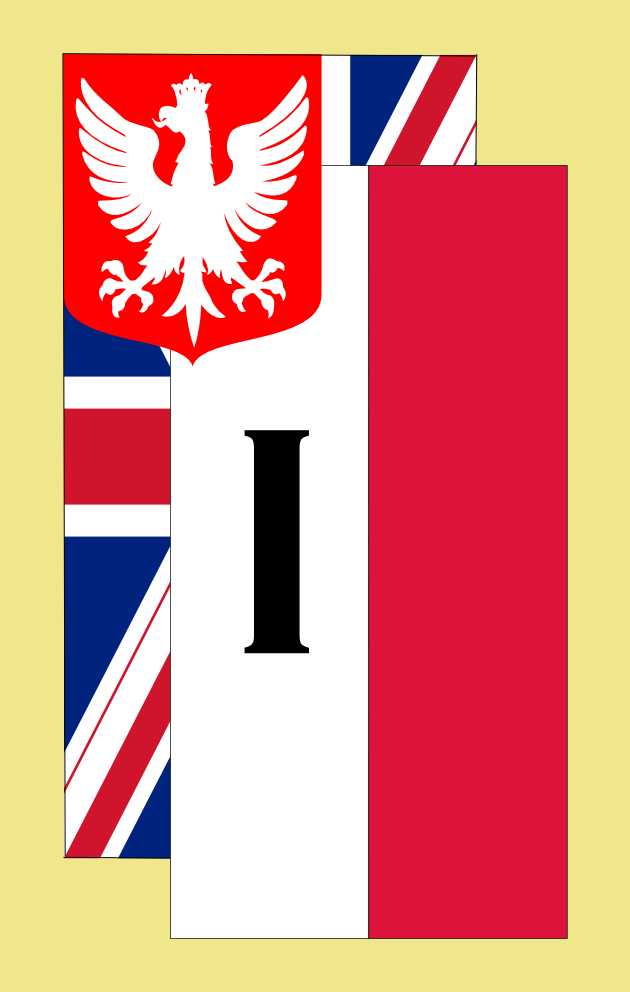
Oznaka I Korpusu PSZ na Zachodzie

1 Samodzielna Brygada Strzelców (1 SBS) – brygada piechoty Polskich Sił Zbrojnych na Zachodzie.

## Formowanie i zmiany organizacyjne
13 lipca 1940 w obozie Biggar w Szkocji rozpoczęto formowanie 1 Brygady Strzelców pod dowództwem gen. bryg. Gustawa Paszkiewicza. Brygada wchodziła w skład I Korpusu Polskiego. Wzięła udział w obronie przeciwdesantowej wybrzeży Szkocji.
Naczelny Wódz i Minister Spraw Wojskowych rozkazem L.dz. 1557/Tjn.O.I.Org.42 z dnia 9 maja 1942 nadał 1 Brygadzie Strzelców nazwę „1 Samodzielna Brygada Strzelców”.
W 1943 nie ustały trudności w uzupełnieniu stanów osobowych 1 Dywizji Pancernej. Anglicy naciskali na sformowanie jej i doprowadzenie do pełnych etatów wojennych. 14 lutego 1943 gen. Sikorski powiadomił gen. Brooke’a o zamiarze skadrowania 1 BS.
12 marca na błoniach na północ od Alloa odbył się ostatni przegląd 1 Samodzielnej Brygady Strzelców przed jej rozwiązaniem. Brygada zmuszona była oddać swych żołnierzy do innych związków taktycznych.
15 kwietnia 1943 generał Bronisław Duch podpisał ostatni rozkaz dzienny jako dowódca brygady. Stwierdził w nim, że „rozkaz Naczelnego Wodza L.dz. 370/Tjn.Org.43 i dowódcy I Korpusu Nr 31 z 13 kwietnia 1943 o przemianowaniu 1. Samodzielnej Brygady Strzelców na 1. Dywizję Grenadierów wprowadzam w życie z dniem 16 kwietnia 1943. Zarządzenia szczegółowe będę wydane oddzielnie”. 20 kwietnia 1943 generał Duch podpisał rozkaz dzienny Nr 1 Dowództwa 1 Dywizji Grenadierów.

## Odznaka brygady
Zatwierdzona Dz. Rozk. NW nr 2, poz 15 z 23 kwietnia 1942.

Dwuczęściowa odznakę wykonaną w białym metalu, oksydowaną, stanowi stylizowany wzlatujący orzeł wkomponowany w wieniec z liści ostu w kolorze brązu. Na wieńcu napis 1 BRYGADA STRZELCÓW. Na awersie na pierwszym piórze przy upierzeniu nóg orła wypukły napis K&S Edin, na rewersie napis: SCOTLAND 1942 K&S. Wymiary – 60x47 mm; projekt – Wincenty Wierzejewski; wykonanie – Kirkwood and Son z Edinburgha.

Istnieje odmiana odznaki: jednoczęściowa, wykonana w srebrze próby 925 z pozłoconym wieńcem, dziobem i szponami orła. Na rewersie znak firmowy MR oraz kolejny numer odznaki. Wymiary – 47x35 mm.

## Struktura organizacyjna brygady
Struktura  brygady została opracowana na podstawie  doświadczeń wojennych. Miała być jednostką ruchliwą, przystosowaną do działań manewrowych, zmotoryzowaną, dysponującą dużą siła ognia (batalion czołgów i artyleria wsparcia).
- Kwatera Główna 1 Brygady Strzelców
- Oddział Sztabowy
- pluton ochrony sztabu
- 1 batalion strzelców podhalańskich
- 2 batalion strzelców
- 3 batalion strzelców
- 1 oddział rozpoznawczy
- 1 kompania przeciwpancerna
- 1 dywizjon artylerii lekkiej
- 1 bateria artylerii przeciwlotniczej
- 1 kompania saperów
- 1 kompania łączności
- 1 kompania sanitarna
- 1 kompania warsztatowa
- 1 kompania zaopatrywania

W skład każdego z trzech batalionów strzelców wchodziło:
- dowództwo batalionu
- pluton łączności
- drużyna rozpoznawcza
- 1 kompania strzelców
- 2 kompania strzelców
- 3 kompania strzelców
- kompania ckm i broni towarzyszącej
- pluton przeciwpancerny  (4 działka)
- pluton przeciwlotniczy  (4 lkm)
- tabor baonu

Kompania strzelców składała się z pocztu dowódcy, trzech plutonów strzelców i sekcji moździerzy 2-calowych.
Oddział Rozpoznawczy 1 BS posiadał w swoim składzie cztery plutony: motocyklowy, ckm, przeciwpancerny i czołgów.
Brygada powinna liczyć 5743 żołnierzy, w tym 419 oficerów i  978 podoficerów. Tak duży skład procentowy kadry podyktowany był wysokimi nadwyżkami oficerów i dużymi trudnościami prowadzenia poboru w Wielkiej Brytanii i w Kanadzie.

## Obsada personalna
Dowódcy brygady
- gen. bryg. Gustaw Paszkiewicz

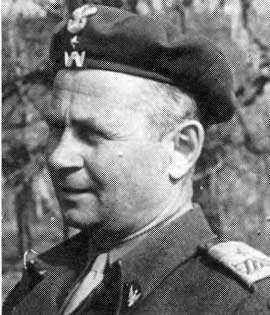
Gen. Bronisław Duch – dowódca 1 BS i 1 DG

- gen. bryg. Bolesław Bronisław Duch (do 16 IV 1943 → dowódca 1 DG)

Zastępca dowódcy brygady
- płk dypl. Kazimierz Glabisz (do 24 II 1943 → zastępca dowódcy 1 DPanc[6])

Szef sztabu
- płk dypl. Zenon Wzacny (do 16 IV 1943 → szef sztabu 1 DG)

Szef Oddziału III Operacyjnego
- mjr dypl. Felicjan Majorkiewicz (do 1 VI 1943 → dyspozycja Oddziału Personalnego Sztabu NW[7])

Naczelni lekarze brygady
- płk lek. Wincenty Babecki (do 15 IV 1943 → referent służby zdrowia w Oddziale IV Sztabu I KPanc.-Mot.[8])
- mjr lek. dr Jan Faleński (5 III - 13 V 1943 → lekarz Polskiego Biura Wojskowego w Londynie[9])

Dowódca 3 batalionu strzelców
- mjr Michał Bilik (od 11 V 1943[10])

Dowódcy 1 kompanii saperów
- kpt. Józef Zielonka (26 VI 1940 – 30 I 1941 → zastępca dowódcy 1 ksap[11])
- mjr Józef Hempel
- mjr Jan Gustowski (1943[12])
- kpt. Folik Felisk Julian(1943[13])

Dowódcy 1 kompanii sanitarnej
- mjr lek. Leon Bazała (do 24 IV 1943 → Sztab Naczelnego Wodza[14])
- kpt. lek. dr Jan Eugeniusz Janiga (od 5 III 1943[15])

Dowódcy 1 kompanii zaopatrywania (b. 1 kolumny samochodowej)
- mjr Zdzisław Orłowski (do 12 V 1943 → 1 pal[16])
- mjr piech. Bronisław Feliks Łoziński (od 12 V 1943[17])

Dowódcy 1 kompanii warsztatowej
- mjr Hipolit Ciągliński (do 31 VII 1943 → dowódca Oddziałów Technicznych 1 Dywizji Grenadierów[18])
- kpt. Ireneusz Berg (od 31 VII 1943[18])

Pozostali
- oficer łącznikowy - mjr Czesław Mierzejewski (od 5 III 1943[15])
- dowódca 1 batalionu strzelców – płk dypl. Witold Gierulewicz
- dowódca 1 kompanii łączności - kpt. inż. Sabin Popkiewicz (do 11 V 1943[10])